# سامان ایر
سامان ایر (تاجیکی: Сомон Эйр) نخستین شرکت هواپیمایی خصوصی تاجیکستان است. دفتر مرکزی این شرکت در دوشنبه است و فرودگاه بین‌المللی دوشنبه قطب این شرکت هواپیمایی است. خطوط هوایی در ۵ فوریه ۲۰۰۸، با پروازهای منظم به مسکو و دوبی آغاز به کار کردند. همچنین سامان ایر، حامل رسمی رئیس جمهور تاجیکستان و دیگر افراد بالارتبه این کشور است.

## ناوگان
بر اساس داده‌های مارس ۲۰۱۴ میلادی، ناوگان سامان ایر به شرح زیر است: